# Neckertal
Neckertal är en kommun i distriktet Toggenburg i kantonen Sankt Gallen, Schweiz. Kommunen har 4 075 invånare (2021).
Kommunen bildades den 1 januari 2009 genom en sammanslagning av kommunerna Brunnadern, Mogelsberg (med byarna Dicken, Nassen och Necker) och St. Peterzell.